# Elaphidion glabriusculum
Elaphidion glabriusculum es una especie de escarabajo longicornio del género Elaphidion, categorizada en la tribu Elaphidiini, de la subfamilia Cerambycinae. Fue descrita por Bates en 1885.

## Descripción
Mide 10-13-8 mm de longitud.

## Distribución
Se distribuye por Costa Rica y Panamá.